# سمرلين ساوث (نيفادا)
سمرلين ساوث (بالإنجليزية: Summerlin South)‏ وتوضع أيضا على الخرائط باسم ساوث سمرلين، هو مكان مخصص للإحصاء (CDP) في مقاطعة كلارك في ولاية نيفادا الأمريكية، على الحافة الغربية من وادي لاس فيغاس والمتاخمة لمنطقة ريد روك كانيون الوطنية. سميت بذلك لأنها امتداد جنوبي لتجمع سمرلين السكني الرئيسي. تتبع كل منطقة سمرلين ساوث تقريبا الرمز البريدي 89135. بلغ عدد السكان 24,085 في تعداد عام 2010.
جمعية سمرلين ساوث هي الكيان الحكومي الرئيسي للمنطقة - وهي جمعية أصحاب المنازل للتجمع بأكمله. وهي المنطقة الوحيدة غير المدمجة في وادي لاس فيغاس التي لا يوجد لديها مجلس استشاري المدينة.
تعتبر سمرلين ساوث إحدى أشهر الأحياء في وادي لاس فيغاس. وتشمل المنطقة حي ذا ريدجز، وهو عبارة عن مجموعة من البيوت الفاخرة تحت حراسة كبيرة في جنوب غرب سمرلين. يبلغ متوسط أسعار المنازل في هذا الحي 2,600,000 دولار، وقد يصل البعض منها إلى عشرات الملايين.